# Turbo (Judas Priest-album)
A Turbo a brit Judas Priest tizedik nagylemeze, mely 1986. április 14-én jelent meg. Ezen a lemezen használtak először gitárszintetizátorokat. 2001-ben jelent meg az album remastered kiadása, két bónuszdallal, majd 2017. február 3-án "Turbo 30" címmel egy különleges újrakiadás, melyhez egy dupla koncertalbumot mellékeltek, melynek anyagát 1986. május 22-én vették fel Kansas Cityben.

## Áttekintés
A előző album, a Defenders of the Faith sikereit követően a Judas Priest eredetileg egy dupla albumot szeretett volna rögzíteni, Twin Turbos címmel. Az ötletet elvetették, az elkészült anyagot kettészedték, és a könnyedebb, kommerszebb hangzású dalok kerültek a Turbo albumra. A szövegek témái erősen eltérnek a korábbi Priest-dalokétól, kissé "földhözragadtabbak", leginkább a szerelem és az érzések körül forognak a korábbi sci-fi és fantasy témák helyett. Egészében a hangzás reflektált az 1980-as évek közepén könnyedebbé vált, szintetizátorral vegyülő rockszíntérre, amely erősen eltért a hetvenes évek kemény hangzásától.
1984 végén, a Faith World Tour után a zenekar egy hosszabb szünetre vonult, és 1985-ben egyáltalán nem léptek fel sehol, leszámítva egy rövid beugrást a Live Aid koncerten, ahol három számot játszottak. A munkák az albumon 1985 nyarán kezdődtek a Bahamákon, Nassau városában, és az év végén fejeződtek be Los Angelesben. A felvételek alatt az énekes Rob Halford komoly alkohol- és drogproblémákkal küzdött, amellett akkori partnerével is tettlegességig fajuló vitái voltak. Miután a férfi öngyilkosságot követett el, Halford önként vonult be az elvonóra 1986 elején, és amikor kijött, energikusabb volt, mint valaha, és azóta semmilyen szerhez vagy alkoholhoz nem nyúlt.
Amikor az album 1986 áprilisában megjelent, azonnal nagy sikert aratott. Június 10-én aranylemez lett Amerikában, a rákövetkező július 24-én pedig platinalemez. A brit listán 33. lett, a Billboard 200-on pedig 17. lett, ami a 2005-ös Angel of Retribution című lemezig az együttes legnagyobb sikere volt. Két videóklip készült a "Turbo Lover" és a "Locked In" című számokhoz, amelyet az MTV rendszeresen játszott.
A borítót ezúttal is Doug Johnson tervezte, sorozatban harmadszor.
A "Reckless" című dal majdnem bekerült a Top Gun című film zenéi közé, de a Judas Priest elállt tőle, mert úgy vélték, a film bukás lesz, és emiatt a lemezről is le kéne azt hagyni. A következő, Ram It Down című albumon már helyet kapott az azonos című filmhez készült Johnny B. Goode című dal.
A "Parental Guidance" eredetileg Tipper Gore (Al Gore felesége) részére készült válasz volt, aki az együttest és a heavy metalt általánosságban is támadta. Szervezete, a Parents Music Resource Center ugyanis a harmadik helyen rangsorolta az együttes "Eat Me Alive" című dalát a "Mocskos 15" listán, úgy vélve, hogy a szám az orális szexre kényszerítésről szól.

## Fogadtatás
A lemez jól fogyott, de már ez volt az utolsó Priest-platinalemez. A következőnek megjelent Priest... Live! album, ami pont a Fuel For Life koncertturnén készült, már nem fogyott olyan jól, és csak aranylemez lett, ami megtörte a platinalemezek hosszú sorát.
Hét dalt játszottak a lemezről a turnén, legkevesebbet a "Hot For Love" című dalt. A címadó dal a mai napig műsoron van, az "Out of the Cold" 2019-ben tért vissza a koncertprogramba. A turné során átmenetileg hanyagolták a fekete bőrruhát, ami védjegyükké vált, és valamivel színesebb, "glam" bőrökbe öltöztek. Néhány régebbi dal, mint a "Sinner" és az "Exciter" kikerültek a koncertprogramból.
Hangzása miatt nem a rajongók kedvence az album. Rob Halford a 2020-as "Confess" című önéletrajzi könyvében úgy nyilatkozott, hogy mai füllel hallgatva némelyik dal címe és szövege egészen banálisnak hat és "egyáltalán nem metálnak".

## Számlista
A dalokat  Rob Halford, K. K. Downing és  Glenn Tipton írta.
1. Turbo Lover – 5:33
2. Locked In – 4:19
3. Private Property – 4:29
4. Parental Guidance – 3:25
5. Rock You All Around the World – 3:37
6. Out in the Cold – 6:27
7. Wild Nights, Hot & Crazy Days – 4:39
8. Hot for Love – 4:12
9. Reckless – 4:17

### 2001-es bónuszok
1. All Fired Up (lemezről lemaradt dal) – 4:45
2. Locked In (Live at Kiel Auditorium, St. Louis, Missouri, 1986. május 23.) – 4:24

### Turbo 30 bónuszlemezek

#### CD1
1. "Out in the Cold"– 6:35
2. "Locked In" – 4:21
3. "Heading Out to the Highway" – 4:53
4. "Metal Gods" – 4:03
5. "Breaking the Law" – 2:43
6. "Love Bites" – 5:19
7. "Some Heads Are Gonna Roll" – 4:25
8. "The Sentinel" – 5:02
9. "Private Property" – 5:11
10. "Desert Plains" – 4:55
11. Rock You All Around the World" – 5:02

#### CD2
1. "The Hellion" – 0:40
2. "Electric Eye" – 3:37
3. "Turbo Lover" – 6:03
4. "Freewheel Burning" – 5:03
5. "Victim of Changes" – 8:55
6. "The Green Manalishi (With the Two Prong Crown)" – 5:19
7. "Living After Midnight" – 4:35
8. "You've Got Another Thing Comin'" – 9:01
9. "Hell Bent for Leather" – 5:53

### Az albumról lemaradt dalok
- Turbo újrakiadás: All Fired Up
- British Steel újrakiadás: Red, White & Blue
- Screaming for Vengeance újrakiadás: Prisoner of Your Eyes
- Defenders of the Faith újrakiadás: Turn on Your Light
- Ram It Down: Ram It Down, Hard as Iron, Love You to Death, Monsters of Rock
- Metalogy: Heart of a Lion
- Ki nem adott: Under the Gun, Fighting for Your Love

## Zenészek
- Rob Halford: ének
- K. K. Downing: gitár, gitárszintetizátor
- Glenn Tipton: gitár, gitárszintetizátor
- Ian Hill: Basszusgitár
- Dave Holland: dob

### Vendég
- Jeff Martin háttérvokálozik  Wild Nights, Hot & Crazy Days c. dalban.

## Fordítás
- Ez a szócikk részben vagy egészben  a   Turbo (Judas Priest album) című angol Wikipédia-szócikk ezen változatának fordításán alapul.  Az eredeti cikk szerkesztőit annak laptörténete sorolja fel. Ez a jelzés csupán a megfogalmazás eredetét és a szerzői jogokat jelzi, nem szolgál a cikkben szereplő információk forrásmegjelöléseként.